# François Werlé
François Jean Werlé (6 de septiembre de 1763, Soultz-Haut-Rhin -16 de mayo de 1811, La Albuera) fue un general de brigada francés del Primer Imperio, muerto durante la Batalla de la Albuera.

## Carrera
Comenzó su carrera en 1791 como teniente en el 1er batallón de voluntarios del Alto Rin, luego fue nombrado capitán en 1792 y luego pasó a la 177ª semibrigada del ejército del Mosela. Se convirtió en jefe de batallón en 1797 y ayudante de campo del general Lefebvre. En 1800, estuvo bajo las órdenes de Soult en el ejército de Italia y en 1804 ascendió al rango de general de brigada en la 2ª división militar del ejército de Hannover, comandó la 2ª brigada de la división del general Drouet (1er cuerpo de la Grande Armée) en 1805. Aún sirviendo como brigadier del 1er Cuerpo, jugó un papel en la Batalla de Schleiz el 9 de octubre de 1806, limpiando un bosque de puestos de avanzada prusianos. Participó en la persecución del ejército prusiano después de que el ejército del emperador Napoleón lo derrotara en la Batalla de Jena-Auerstedt. Participó en la derrota del cuerpo del duque Eugen de Württemberg en la Batalla de Halle el 17 de octubre. Más tarde participó en la derrota y captura de la columna de Gebhard Leberecht von Blücher en la Batalla de Lübeck el 6 de noviembre.
En noviembre de 1809, Werlé dirigió una división polaca en el IV Cuerpo en la decisiva victoria francesa en la Batalla de Ocaña. Su brigada de 5.600 hombres (en realidad, del tamaño de una división) formó la reserva francesa en la batalla de la Albuera, en 1811. Murió en esa batalla cuando el mariscal Soult envió la reserva a la batalla. Después de un amargo tiroteo con la división británica de Lowry Cole, los soldados franceses de Werlé fueron derrotados.
Aparte de su rango militar, Werlé se convirtió en comandante de la Legión de Honor el 14 de junio de 1804 y Barón del Imperio el 27 de noviembre de 1808.
En sus Memorias, el general Louis de Bouillé escribió sobre él: “venía de las filas de los soldados, un hombre muy honesto y muy valiente en persona, pero acostumbrado a la obediencia pasiva y a seguir mecánicamente el impulso inmediato que recibía."

## Legado
Es una de las 660 personalidades que tienen su nombre grabado bajo el Arco del Triunfo de París. Aparece en la columna 38 (el Arco indica WERLE).
En Badajoz existió una fortificación durante las guerras napoleónicas conocida como la Luneta de Werlé, actualmente desaparecida y sobre la cual se edificó un barrio residencial llamado "La Luneta". 
El cuartel Werlé, en Roanne, recibió su nombre durante su inauguración en 1874.